# Exposición diaria permitida
El límite Exposición Diaria Permitida (PDE, por sus siglas en inglés) representa una dosis específica de una sustancia a la cual es poco probable que cause un efecto adverso si una persona está expuesta diariamente a dosis inferiores o iguales durante toda su vida. Estos límites son ampliamente utilizados en la industria farmacéutica para derivar límites de aceptación usados en las validaciones de la limpieza y así evitar la contaminación cruzada que puede causar efectos nocivos para la salud humana o veterinaria.

## Origen
El concepto de PDE surgió ante la necesidad de establecer límites de exposición basados en la salud (HBEL, por sus siglas en inglés) para controlar los niveles de impurezas en los productos farmacéuticos, y de esta manera asegurar que dichas impurezas se encontraran a unos niveles que no supusieran un peligro para la salud humana.  
La Sociedad Internacional de Ingeniería Farmacéutica (ISPE) elaboró un documento llamado "Risk MaPP" que pretendía servir de guía para la gestión de los riesgos durante la fabricación de productos farmacéuticos, para así garantizar tanto la calidad como la seguridad del producto. Es en esta guía donde por primera vez aparece el concepto de Exposición Diaria Admisible (ADE, que se utiliza de forma sinónima a PDE), el cual se define como "la dosis de un principio activo que probablemente no cause efectos adversos si un individuo está expuesto, por cualquier vía, a una dosis igual o inferior a esta dosis todos los días a lo largo de su vida".
El Consejo Internacional de Armonización de los requisitos técnicos para el registro de medicamentos de uso humano (ICH), con el fin de ayudar a los toxicólogos a cualificar a los disolventes residuales y las impurezas elementales, desarrolló valores de exposición diaria permitida con objeto de proporcionar umbrales de seguridad para muchos tipos de disolventes residuales e impurezas elementales.

## Cálculo del límite
El cálculo de los valores PDE se describe en el anexo 1 de la guía ICH Q3C.Consiste en aplicar la siguiente fórmula:

### PDE (Exposición Diaria Permitida)
Se expresa en miligramos/día para derivar límites en humanos; aunque se puede expresar en mg/kg/día para poblaciones pediátricas o cálculo de límites para medicamentos veterinarios.

### PdD (Punto de Partida)
El punto de partida se basa en el valor toxicológico asociado al efecto crítico. Este se define como el efecto adverso observado a la dosis más baja cuando una población está expuesta a una determinada sustancia. Normalmente, se utilizan como punto de partida valores NOAEL (Nivel sin efecto adverso observable), aunque diferentes guías también consideran apropiado el uso de otros valores, tales como: NOEL (Nivel sin efecto observable), LOAEL (Nivel de mínimo efecto tóxico observable) o LOEL (Nivel de efecto mínimo observable).   
De acuerdo a la guía ICH Q3C, el valor de PDE se obtiene preferentemente a partir de un NO(A)EL, en caso de que esto no sea posible, puede utilizarse el valor LO(A)EL. También pueden utilizarse enfoques alternativos al NOAEL, como es la dosis de referencia (BMD).
Inicialmente, se admitía también el uso de otro tipo de valores basados en exposiciones agudas, como por ejemplo, los valores DL50 (Dosis letal media). Sin embargo, la Agencia Europea del Medicamento (EMA) ya no los considera adecuados para derivar estos límites.

### PC (Peso Corporal)
Cuando el valor utilizado como punto de partida se expresa en mg/kg de peso corporal, la guía de la EMA indica que deberá utilizarse un peso corporal estándar de 50 kg para los medicamentos de uso humano. La aplicación de este factor no será necesaria cuando la población diana es en humanos y el punto de partida se base en dosis en humanos expresadas en mg/día.
Tampoco será de aplicación este factor para el cálculo de valores veterinarios, ya que las dosis de los medicamentos de uso veterinario se expresan generalmente en mg/kg de peso corporal.

### FA (Factores de Ajuste)
Estos factores también se pueden denominar factores de seguridad, de incertidumbre, de evaluación o modificadores. Dependiendo de la guía donde se describa el cálculo del PDE, el número de factores a emplear y la denominación de los mismos pueden variar ligeramente. En cualquier caso, el propósito que tienen es el mismo y consiste en abordar diversas incertidumbres y permitir una extrapolación fiable y sólida a la población diana (ya sea en humanos o animales).
Resulta necesario la justificación de cada factor de incertidumbre, incluso si se emplean valores por defecto,  ya que esta forma parte de la evaluación del riesgo. Para cubrir todas las posibles incertidumbres, la guía Q3C establece los siguientes factores:
| Factores de ajuste                             | Incertidumbre que cubre | Rango de valores |
| ---------------------------------------------- | --- | ---------------- |
| F1: Extrapolación entre especies               | Por medio de la relación superficie:peso corporal pretende cubrir las diferencias entre la especie en la que se basa el estudio seleccionado y el ser humano. | 1-12             |
| F2: Variación interindividual                  | Variabilidad entre individuos. Por defecto se establece un valor de 10 | 10               |
| F3: Duración de la exposición                  | Se utiliza para aportar un margen de seguridad cuando se extrapolan datos de exposición a corto plazo. | 1-10             |
| F4: Toxicidad potencial                        | Este factor se aplica cuando cabe esperar toxicidad grave, por ejemplo, carcinogenicidad, neurotoxicidad o teratogenicidad. | 1-10             |
| F5: Valor toxicológico utilizado en el cálculo | Se aplicará un factor de incertidumbre mayor en el caso de valores LO(A)EL puesto que a dichas dosis ya se han descrito efectos adversos. Por el contrario, se aplicarán valores más bajos, o incluso no sería necesario la aplicación de este factor, cuando se trate de valores NO(A)EL. | 1-10             |

## Información necesaria para la elaboración
Para poder establecer un límite de exposición diaria permitida, se debe realizar una evaluación toxicológica de la sustancia de interés que consiste en determinar y evaluar la severidad y probabilidad de efectos que pueden afectar a la salud humana causados por la exposición con dicha sustancia. En la guía de la EMA sobre la elaboración de límites de exposición diaria permitida, se indica que es necesario recopilar información preclínica y clínica sobre los siguientes peligros:
- Datos farmacodinámicos: la farmacodinámica, en este contexto hace referencia a la relación entre la concentración del fármaco y la respuesta adversa resultante, incluyendo el curso temporal y la intensidad de la respuesta.[7]
- Estudios de toxicidad a dosis repetidas: las pruebas de dosis repetidas en animales constituyen la base de las evaluaciones de riesgos para la salud humana, de estos estudios es frecuente que se deriven valores NOAEL que pueden ser utilizados como punto de partida para el cálculo del límite. Gracias a estos estudios también se puede determinar el órgano diana que se ve más afectado por la exposición repetida a una determinada sustancia.
- Estudios de genotoxicidad: se incluyen tanto estudios in vitro como in vivo para analizar el potencial que tiene la sustancia de interés para causar daño al material genético.
- Estudios de carcinogenicidad: Se define como carcinógeno la sustancia, organismo o agente capaz de provocar cáncer. Estos estudios tienen la finalidad de demostrar si una sustancia es potencialmente carcinogénica o no.[8] Si se obtienen resultados positivos en los estudios de carcinogenicidad, el resultado de los estudios de genotoxicidad puede ser de utilidad a la hora de determinar el posible mecanismo de acción. Hay dos posibles tipos de carcinógenos:  carcinógenos genotóxicos (cuando el cáncer se produce a consecuencia de una alteración directa del material genético) y carcinógenos no genotóxicos (el mecanismo que desencadena el cáncer por algún no está relacionado con el daño directo a los genes).[9]
- Estudios de toxicidad para la reproducción y el desarrollo: los datos de toxicología reproductiva deben considerarse siempre por separado de los derivados de un estudio general de toxicidad sistémica. El análisis de este tipo de datos es especialmente relevante cuando se prevé la exposición de mujeres en edad fértil.[10]

El toxicólogo encargado de establecer el límite debe realizar un análisis exhaustivo de todos los datos disponibles sobre los peligros mencionados anteriormente, además, también deberá incluir la identificación de cualquier laguna de datos que haya identificado. 

## Utilidad en la Industria Farmacéutica
La principal utilidad de los valores PDE en la industria farmacéutica consiste en derivar límites de aceptación de distintas sustancias y disolventes en las validaciones de la limpieza y de esta manera evitar la contaminación cruzada. Evitar la contaminación cruzada resulta de crucial importancia en la industria farmacéutica, en especial en medicamentos crónicos ya que pueden originar efectos acumulativos.
Sin embargo, valores no sólo son utilizados para definir los límites de los productos en las validaciones de limpieza, sino también para evaluar la posibilidad de compatibilizar productos en una línea multiproducto y como criterio objetivo para definir el riesgo de contaminación de un producto con los restos del anterior.